# Eppenbrunner Bach
Der Eppenbrunner Bach ist ein linker Zufluss der Trualbe unterhalb von Trulben im rheinland-pfälzischen Landkreis Südwestpfalz. Auf seinem Gesamtstrang mit den Namensabschnitten Schöneichelsbach, Stüdenbach und zuletzt Eppenbrunner Bach ist er deren längster Zufluss.

## Geographie

### Verlauf
Der Bachstrang entspringt etwas nördlich des Erlenkopfes auf der ausgedehnten Waldgemarkung der namensgebenden Gemeinde Eppenbrunn unweit der Grenze zu Frankreich. Zunächst heißt der Bach Schöneichelsbach, nachdem sich dieser mit einem von links kommenden Bach vereint hat, dann Stüdenbach. Dieser verläuft im Stüdenbachtal und durchfließt darin gleich zu Anfang den Stüdenwoog, später den Sägweiher, wonach gleich linksseits das Forsthaus Stüdenbach steht.
Im sich danach lange bis in den Ort hineinziehenden Mühlweiher von Eppenbrunn vereint er sich mit dem von rechts kommenden Wüsteichelsbach, wodurch der Eppenbrunner Bach entsteht, der recht beständig nach Nordwesten fließt. Noch im Siedlungsgebiet von Eppenbrunn nimmt er von rechts den Mordbach auf. Weiter abwärts folgt ihm nahe die Gemarkungsgrenze der im Südwesten liegenden Ortsgemeinde Hilst, etwas später die von Trulben im Nordosten.
Schließlich mündet er nahe der Trulbenmühle von Trulben von links in die Trualbe.

### Zuflüsse und Seen
Hierarchische Liste einer Auswahl der Zuflüsse und  Seen, jeweils vom Ursprung zur Mündung. Gewässerlänge, Einzugsgebiet und Höhe nach den entsprechenden Layern auf der amtlichen Gewässerkarte bzw. der amtlichen topographischen Karte. Andere Quellen für die Angaben sind vermerkt.
Zusammenfluss des Eppenbrunner Bachs auf etwa 279 m ü. NHN im wenig südlich von Eppenbrunn beginnenden Mühlweiher.
- Stüdenbach, linker Oberlauf von insgesamt Süden, 3,8 km, 8,21 km²
  - Schöneichelsbach, rechter Oberlauf von Südosten, 1,4 km, 1,25 km²
    - Scheichelsbach, von links und Südwesten, 0,2 km, 0,07 km²

  - Großfinsterbach, linker Oberlauf von Süden, 1,5 km, 1,36 km²
    - Kleinfinsterbach, von rechts und Ostsüdosten, 0,7 km, 0,56 km²

  -  Durchfließt den Stüdenwoog.
  - (Bach vom Staffelskopf), von links und Süden, 1,2 km, 1,81 km²
  -  Durchfließt den Sägweiher.
  - Hilsterbach, von links und Südwesten in einem See, 2,3 km
    -  Durchfließt den Spießweiher
- Wüsteichelsbach, rechter Oberlauf von Südosten, 3,1 km, 4,22 km²
- Durchfließt den Mühlweiher bis ins beginnende Eppenbrunn hinein
- Mordbach, von rechts und Ostnordosten in Eppenbrunn, 2,4 km, 7,0 km²
  - (Bach von der Mordsbachquelle) beim Weiler Ransbrunnerhof, von rechts und Nordosten, 0,5 km, 0,9 km²
  - Rotes Aschbächle, von rechts und Nordnordosten, 1,5 km, 0,96 km²
  - Kleiner Mordbach, von rechts und Nordwesten, 0,2 km, 0,19 km²
- Märtelbach, von links und Südwesten entlang der Ortsgemeindengrenze Eppenbrunn/Hilst, 0,9 km, 2,25 km²

Mündung des Eppenbrunner Bachs von links und Südosten auf etwa 269 m ü. NHN in die Trualbe an der Trulbenmühle von Trulben. Der Eppenbrunner Bachs ist ab dem Zusammenfluss seiner beiden Oberläufe 3,8 km, auf dem Gesamtstrang aus Schöneichelsbach, Stüdenbach und zuletzt Eppenbrunner Bach 7.5 km lang und hat ein 26,5 km² großes Einzugsgebiet.

## Natur
Der Oberlauf des Flusses sowie einige Zuflüsse in diesem Bereich bilden seit 1991 das Naturschutzgebiet Quellbäche des Eppenbrunner Baches. Westlich von Eppenbrunn befindet sich in seinem Einzugsgebiet der Teufelstisch.

## Tourismus und Verkehr
Der mit einem grünen Balken markierte Saar-Rhein-Weg, der eine Verbindung mit Saarbrücken und Wörth am Rhein schafft, folgt dem Eppenbrunner Bach in dessen Unter- und Mittellauf, ebenso die Landesstraße 478. Innerhalb der Ortsmitte von Eppenbrunn wird er außerdem vom Fernwanderweg Nahegau-Wasgau-Vogesen gekreuzt, der mit einem weißen Kreuz markiert ist.

### WW
Amtliche Online-Gewässerkarte mit passendem Ausschnitt und den hier benutzten Layern: Lauf und Einzugsgebiet des Eppenbrunner Bachs

Allgemeiner Einstieg ohne Voreinstellungen und Layer: GeoExplorer der Wasserwirtschaftsverwaltung Rheinland-Pfalz (Hinweise)
1. 1 2  Länge nach der Layergruppe Gewässer.
2. 1 2  Einzugsgebiet nach der Layergruppe Gewässer.

### LANIS
Amtliche Topographische Karte mit passendem Ausschnitt und den hier benutzten Layern: Lauf und Einzugsgebiet des Eppenbrunner Bachs

Allgemeiner Einstieg ohne Voreinstellungen und Layer: Kartendienst des Landschaftsinformationssystems der Naturschutzverwaltung Rheinland-Pfalz (LANIS-Karte) (Hinweise)
1. 1 2 3  Höhe abgefragt auf dem Hintergrundlayer Topographische Karte Farbe.